# Онацкое

Онацкое (укр. Онацьке) — село,
Остаповский сельский совет,
Миргородский район,
Полтавская область,
Украина.
Код КОАТУУ — 5323284603. Население по переписи 2001 года составляло 145 человек.
Село указано на специальной карте Западной части России Шуберта 1826-1840 годов как хутор Онинского

## Географическое положение
Село Онацкое находится в 0,5 км от села Верхняя Будаковка и в 1-м км от села Панченки.
По селу протекает пересыхающий ручей с запрудой.